# Грюммер, Элизабет
Элизабет Грюммер, урождённая Шильц (нем. Elisabeth Grümmer; 1911—1986) — немецкая оперная певица (сопрано).

## Биография
Родилась в семье железнодорожного служащего. От отца, музыканта-любителя, Элизабет унаследовала любовь к музыке и театру. Юность будущей певицы прошла в Майнингене, там же она начала свою карьеру — в качестве драматической актрисы. Выйдя замуж за музыканта Детлефа Грюммера, она покинула сцену. Когда её муж получил должность капельмейстера в театре Ахена, она стала брать уроки пения. Герберт фон Караян, работавший тогда в Ахене, способствовал её дебюту в роли одной из цветочных дев в «Парсифале» (1941). Потом она выступала в Дуйсбурге (1942), Праге (1944).
В 1946 году Элизабет Грюммер стала членом ансамбля Берлинской городской оперы (впоследствии — Немецкая опера). В 1950-1960-е годы она имела международный успех в лирических партиях преимущественно немецкого репертуара (Моцарт, Вагнер, Штраус). В 1951 году певица выступила в лондонском театре Ковент-Гарден в партии Евы в «Нюрнбергских мейстерзингерах». В 1953—54 годах Грюммер исполняла на Зальцбургском фестивале партии Донны Анны в «Дон Жуане» и Агаты в «Вольном стрелке» под управлением Вильгельма Фуртвенглера. Среди других записей партия Елизаветы в «Тангейзере» (дир. Конвичный, EMI). В 1957—1965 годах она участвовала в Байройтском фестивале. Много гастролировала.
Элизабет Грюммер также имела большой успех как песенная исполнительница, включая в свои программы как общепризнанные, так и менее известные произведения. Больших достижений добилась она и в ораториальном жанре (пассионы Баха, «Немецкий реквием» Брамса).
С 1965 года Грюммер была профессором Высшей музыкальной школы Берлина (сегодня — факультет музыки Берлинского университета искусств), также преподавала в Париже и Люцерне. Последнее выступление певицы состоялось 1 января 1972 г. в партии Маршальши в «Кавалере розы».

## Оценки
«Кто не знал Элизабет Грюммер, а прежде всего никогда не слыхал её феноменального голоса, тот не может понять, насколько тесно эта певица связана с самим понятием художественной и человеческой искренности. <…> Элизабет Грюммер умела воздействовать на слушателя так открыто, так прямо-эмоционально, как не удавалось никому. С невероятной энергией развила она в себе качества, не достижимые ни для одной из её коллег: красоту голоса в сочетании с абсолютной отчетливостью слова. <…> А поскольку каждое слово исходило из её уст в ясном, легкопонимаемом виде, певице удавалось убеждать своих слушателей, донося до них столь разные смыслы многочисленных вещей её репертуара, удавалось по-настоящему увлекать свою публику. К тому же ей очень помогало то, чему она (не говоря о настоящем актерском „магнетизме“) научилась как актриса в первые восемь лет своей сценической деятельности, — чистота гласных.» ()